# شتيفان شتودر
شتيفان شتودار (بالألمانية: Stefan Studer)‏ هو لاعب كرة قدم ألماني في مركز الوسط، ولد في 30 يناير 1964 في بوكستهوده في ألمانيا. لعب مع آينتراخت فرانكفورت وفاتنشايد 09 ونادي سانت باولي ونادي هامبورغ وهانزا روستوك وهانوفر 96.

## وصلات خارجية
- شتيفان شتودر على موقع قاعدة بيانات كرة القدم.إي يو (الإنجليزية)
- شتيفان شتودر على موقع بيانات كرة القدم. دي إي (الألمانية)
- شتيفان شتودر على موقع عالم كرة القدم.نت (الإنجليزية)